# Андреа Бочеллі
Андреа Бочеллі (італ. Andrea Bocelli; 22 вересня 1958, Лаятіко, Тоскана, Італія) — італійський співак (тенор), виконавець класичної та популярної музики. Займається популяризацією класичної музики. Голос відзначається особливим легко впізнаваємим тембром.
Починаючи з 1994 до 2013 року продано 75 мільйонів дисків у світі. Благодійник, створив у 2011 Фонд Андреа Бочеллі. Відкрито визнає себе віруючим католиком.

## Біографія
Народився в  Лаятіко, поблизу якого батьки майбутньої зірки володіли сімейною виноробнею.

Під час вагітності мати майбутнього співака попередили, що у дитини можуть бути вади і пропонували позбутися її. Однак батьки зберегли життя майбутньої зірки.

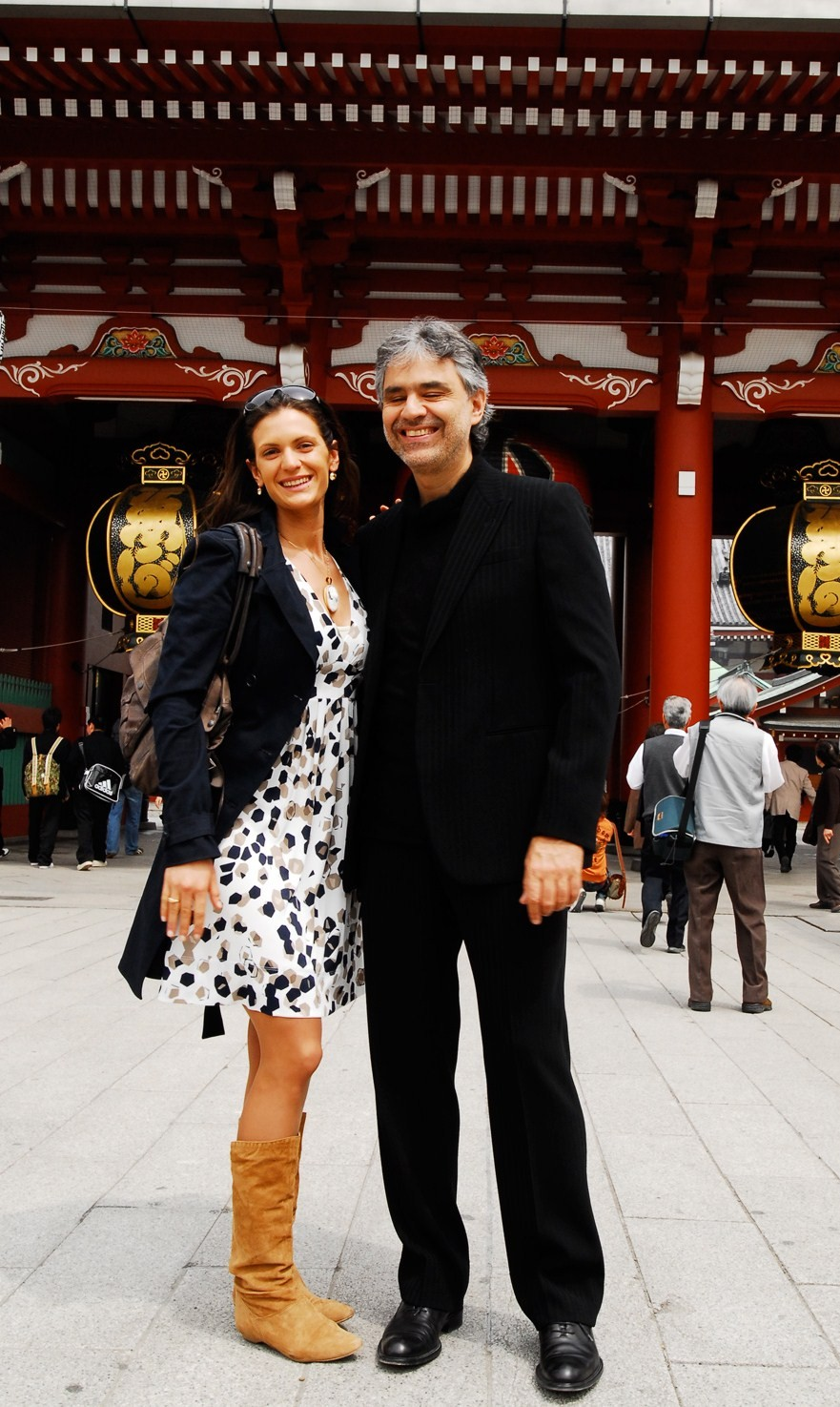
Бочеллі з нареченою Веронікою Берті в Токіо, Японія, під час його Азійського Туру 2008.

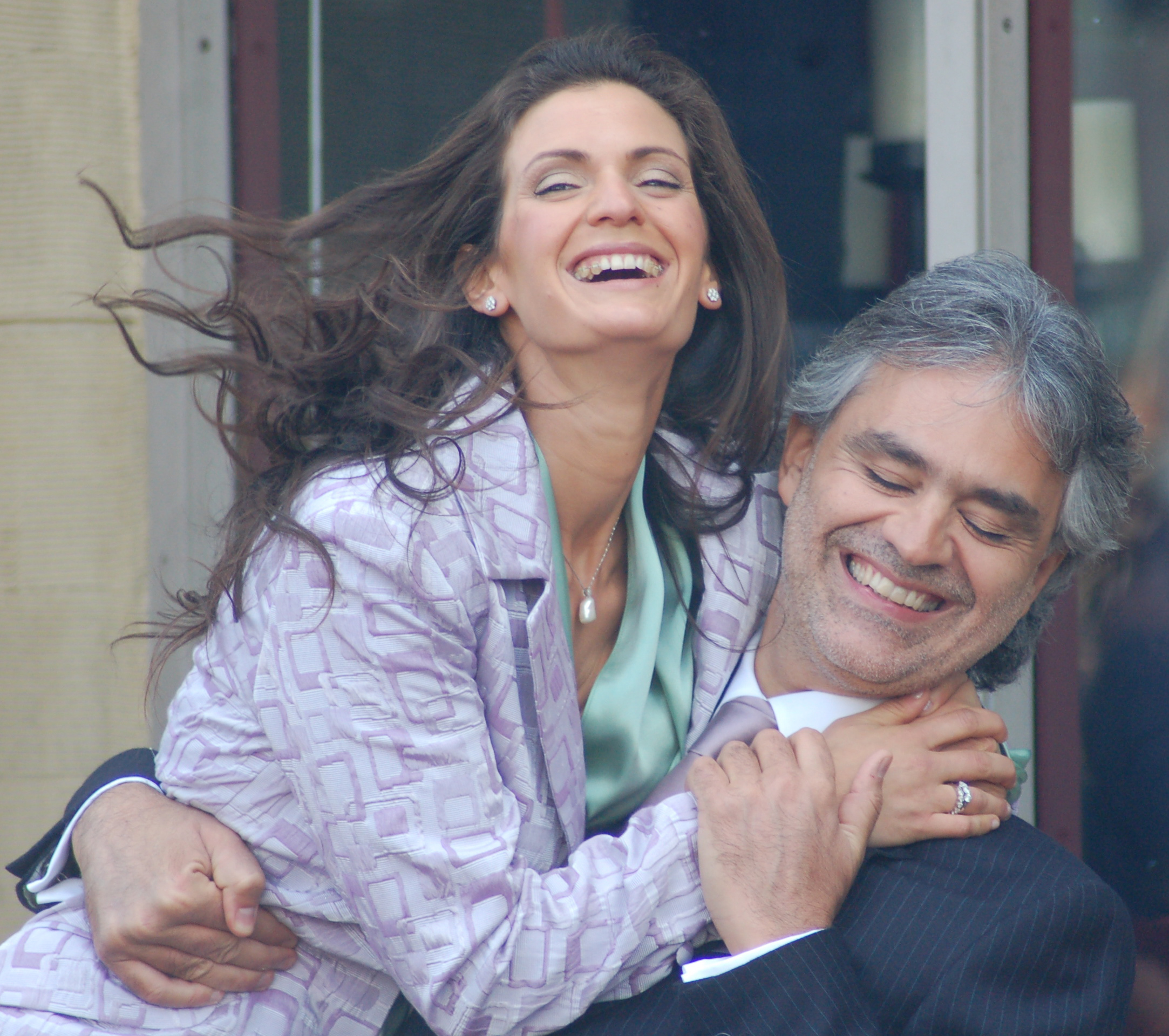
Бочеллі та Вероніка Берті у березні 2010 року.

Ще в ранньому дитинстві батьки Андреа, Еді та Алессандро (Сандро) Бочеллі помітили, що у їхньої дитини проблеми з зором, і звернулися до спеціаліста, який знайшов у Андреа спадкову глаукому, яка рано чи пізно повинна була зробити його зовсім сліпим. Вони зробили все, щоб продовжити період, поки Андреа ще міг бачити, що стало причиною багатьох операцій, які Андреа зазнав ще в шестимісячному віці.
В лікарні мати малюка помітила, що класична музика заспокійливо впливає на дитинку,  сім'я  придбала записи класичних і оперних виконавців, з яких і почалася любов Андреа до опери. Батьки готували його до того моменту, коли він повністю осліпне, відправивши його в школу для сліпих, де він вивчив азбуку Брайля і навчився грі на флейті. Андреа завжди був активним, атлетичним, пустотливою дитиною. В школі для сліпих під час гри в футбол він отримав удар м'ячем в око, який призвів до повної сліпоти. Але батьки завжди заохочували його продовжувати займатися тим, що йому подобалося, і не здаватися. Йому не дозволяли почуватися інвалідом. Він їздив верхи, на велосипеді, плавав та грав з іншими дітьми. Хлопець брав уроки гри на фортепіано, а його молодший брат Альберто — уроки скрипки. Але найбільше Андреа любив співи, і всім подобалося, як він співає. Він залишив школу для сліпих і навчався ще в двох школах, а потім вивчився на адвоката в Пізанському Університеті, і почав свою кар'єру в Палаццо Джустиція в Пізі. Ще навчаючись в університеті, Андреа почав заробляти гроші, граючи на роялі та виконуючи пісні в барах.

## Творча діяльність

### 1970-1980-ті
1970 рік. Андреа виграє свій перший співочий конкурс, Margherita d'Oro у Вьяреджо, з піснею «O sole mio».
1980-ті роки. Після закінчення навчання Адреа протягом року працює адвокатом, а потім повністю присвячує себе музиці. Він бере уроки співу у Беттаріні, до самої його смерті в 1997 році у віці 83 років.
Пропрацювавши рік за спеціальністю, Андреа вирішив повернутися до своїх виступів у барах, щоб заробити грошей для уроків фортепіано Карло Берніні, який став його близьким другом і наставником. Він також брав уроки вокалу і постійно працював над покращенням своєї техніки виконання.

### 1990-ті
1992 рік. Андреа відвідує майстер-клас Франко Кореллі.
Весною італійська рок-зірка Цуккеро підшукує тенора для демо «Miserere», пісні, яку він створив, і солістом гурту U2 Боно, сподіваючись умовити Лучано Паваротті заспівати її разом дуетом. Вони помічають Андреа, «який співає душею». Коли Паваротті почув демо, він сказав «Хто цей молодий чоловік? Я вам не потрібен. Я б не зміг краще!». І все ж дует Цуккеро-Паваротті відбувся.
1993 рік. Влітку Андреа їде на гастролі з Цуккеро по  Європі, даючи живі концерти, і виконуючи партію Паваротті в «Miserere». Як сольний номер він співає  «Nessun Dorma» з «Турандот» Пуччіні.
У листопаді бере участь у  фестивалі в Сан-Ремо, з сольною версією «Miserere», де співає обидві партії і одержує перемогу в конкурсі у категорії «Відкриття року».
28 грудня він дебютує на концерті класичної музики  в Театро Ромоло Валлі в Реджіо Емілія.
1994 рік. У лютому він виграє основний тур фестивалю Санремо з піснею «Il Mare Calmo Della Sera» в категорії «Nuove Proposte».У цьому ж році виходить у світ перший диск Бочеллі, «Il Mare Calmo Della Sera», який став "золотим".
У Модені Андреа виконує «Mattinata» Леонкавалло та співає дуетом з маестро Паваротті, 'Notte e Piscatore" Моранте. Він також виконує в фіналі «Brindisi» з Травіати з Ненсі Густавсон, Джорджією, Андреасом Волленвейдером і Браяном Адамсом. У вересні Андреа дебютує як оперний виконавець, в ролі Макдуфа в «Макбеті» Верді в Театрі Верді в Пізі. На Різдво в Базиліці Св. Петра Римі перед Папою Іваном Павлом ІІ він співає «Adeste Fideles».
1995 рік. У лютому Андреа відправляється на основний тур фестивалю Санремо з піснею «Con Te Partiro» і займає 4 місце.
22 лютого 1995 року народжується його старший син, Амос.

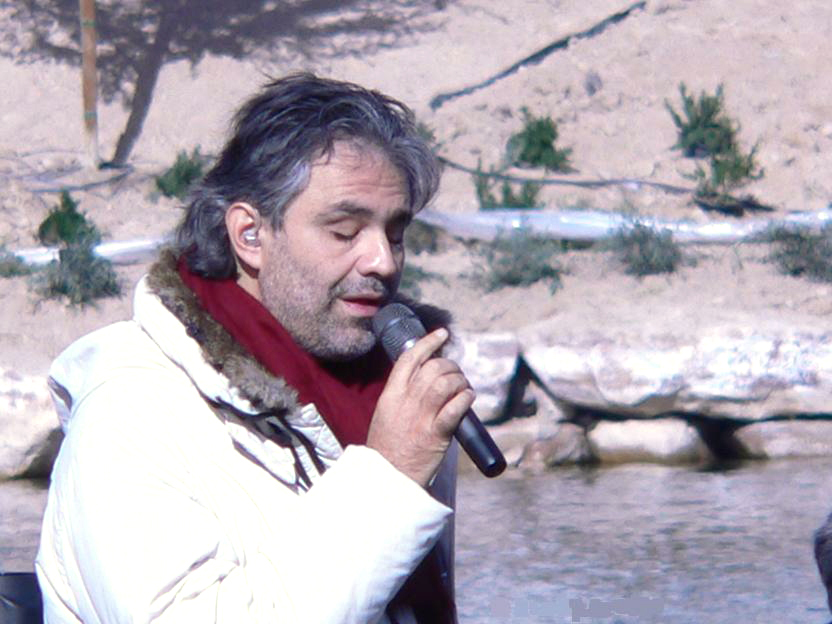
Репетиція Бочеллі напередодні його «Under the Desert Sky» на Лас-Вегаському озері, в 2006 році.

1996 рік. 23 листопада він співає разом із  англійкою Сарою Брайтман (колишньою дружиною «короля музики» Ендрю Ллойд Веббера) у Німеччині. Вони виконують пісню для останнього бою Генрі Маске, нову версію «Con Te Partiro», «Time to Say Goodbye». Пісня побила всі рекорди продажів на ринку, і протягом майже півроку не сходила з вершини німецького хіт-параду.
1997 рік. Навесні побачив світ четвертий альбом Андреа, «Romanza».
3 березня Бочеллі приїжджає до Гамбурга, Німеччина, разом із Сарою Брайтман, щоб отримати приз Еко в номінації Найкращий Сингл Року. У серпні Андреа бере участь у фестивалі Пуччіні в Торре дель Лаго, потім у Всесвітньому Фестивалі Молоді в Парижі, де знову співає у присутності Папи.
З нагоди конгресу Євхаристії 27 вересня в Болоньї, Андреа знову виступає перед Папою.
8 жовтня народжується його другий син, Маттео.
19 жовтня Андреа виступає на благодійному концерті FAO (Міжнародна організація по боротьбі з голодом) у Ватикані. Серед учасників був також Хосе Каррерас.
1998 рік. У березні з'являється п'ятий альбом, «Aria».
19 квітня Андреа виходить на сцену американського шоу-бізнесу. Дає концерт в Кеннеді Сентер у Вашингтоні, а на інший день удостоюється прийому у президента Клінтона в Білому Домі.
5 травня в Монте-Карло Бочеллі виграє дві нагороди на конкурсі Світових Виконавців, в категоріях «Найкращий італійський співак», і «Найкраща інтерпретація класики».
У липні і серпні він їде з гастролями по Північній і Південній Америці. Його останній концерт в легендарному Медісон Сквер Гарден пройшов з аншлагом. У вересні він отримує свій черговий Еко Класик за альбом, який найбільше продається, «Aria». У листопаді Андреа співає «The Prayer» з Селін Діон на Різдво. Його популярність в США росте. Селін Діон представляє його публіці зі словами «Я чула хтось сказав: Якби Бог міг співати, його голос був би схожий на Андреа Бочеллі».
1999 рік. 25 січня Андреа співає «The Prayer» як саундтрек до мультфільму Уорнер Броз «Quest for Camelot». Тут він співає як соло, так і в дуеті з Селін Діон, яка отримала Золотий Шар в Лос-Анджелесі. 24 лютого на презентації Греммі в Лос-Анджелесі Андреа потрапив у першу п'ятірку в номінації «Найкращий молодий виконавець».
На церемонії вручення Оскара 21 березня Андреа і Селін виконали пісню з номінації «Найкраща пісня», «The Prayer».
22 березня виходить альбом «Sogno».
«Я ніколи не робив культу з нагород. Але я буду в Лос-Анджелесі в неділю, разом з Селін Діон в цю чарівну ніч, я не знаю досі, чи судилося нам перемогти, або заспівати, або і те і інше, щоб задовольнити моє марнославство. В Італії, з часів війни і до цього дня, завжди існували великі діячі мистецтва. Але ніхто з них ще не досяг успіху в підкоренні британського ринку. Я пишаюся тим, що, як я думаю, цей мій успіх пояснюється моїм італійським, тосканським походженням, як і в Роберто Беніньі. Мені приємно згадати ще одного великого тосканця, Джакомо Пуччіні: його персонажі Boheme володіють тією ж силою, що і мої тосканські друзі, з якими я зустрічаюся у міру можливості, в своєму будинку, залишаючи свою кар'єру за порогом».
Андреа Бочеллі, чиї 23 мільйонів дисків, як класичних, так і поп, були розпродані, кандидат на вручення Оскара за дует з Селін Діон з піснею «The Prayer», яку написав Тоні Реміс, розповідає про свій новий альбом «Sogno» в Доріа Палас.
З 11 по 24 квітня Андреа гастролює на західному узбережжі Америки. Свою серію концертів, від Сан-Дієго до Ванкувера, він завершує тріумфальною появою перед 18000 глядачами в Голлівуд Боул в Лос-Анджелесі. 15 травня на запрошення Стівена Спілберга Андреа співає в Лос-Анджелесі у присутності президента Клінтона.
27 червня Андреа бере участь у благодійному концерті Майкла Джексона в допомогу дітям на Мюнхенському Олімпійському стадіоні.
Сьомий альбом «Sacred Arias», з музикою виключно релігійного змісту, випущений 8 листопада, розійшовся по всьому світу, і через 2 тижні зайняв 1 місце в американських чартах класичної музики, за ним на другому місці знаходиться «Aria», а на третьому «Viaggio Italiano». Бочеллі стає першим вокалістом, що утримує всі три перші місця в американських класичних чартах.
На запрошення королеви Великої Британії, він бере участь в її щорічній Королівській виставі Вар'єте в Бірмінгемі 29 листопада.
30 листопада в Італії виходить в світ книга Бочеллі «La musica del silenzio»", автобіографічна новела.

### 2000-ні
2000 рік. На 42 церемонії вручення Греммі 23 лютого в Лос-Анджелесі Андреа номінований двічі: як найкращий вокальний поп-виконавець, і як найкращий поп-виконавець у спільному виконанні.
6 березня він призначений президентом Інституту Музики Боккеріні в Лукки.
Коли Андреа Бочеллі запропонували місце президента, він завагався, оскільки  виконував безліч обов'язків, але його дружина Енріка умовила його. Мер міста, П'єтро Фацці, котрий запрошував Андреа прийняти цю посаду, подзвонив йому. Після кількох днів роздумів, співак погодився. «Я вважаю, що це гарна можливість для мене, досвід, який безсумнівно збагатить моє життя», — сказав Андреа, приймаючи посаду президента музичної школи історичного значення.
11 вересня випущений сьомий альбом Андреа, «Верді».
У травні слухачі британського класичного радіо FM оцінили альбом «Sacred Arias» як найкращий альбом року.
На щорічному Гала-концерті NIAF (National Italian American Foundation) італо-американців у Вашингтоні у присутності президента Клінтона Андреа транслює свій виступ за допомогою супутникового зв'язку з Лукки, у супроводі Оркестру молодих виконавців інституту Боккеріні. Тоді ж він отримує нагороду за внесок в італо-американську дружбу. У листопаді виходить його перший запис опери цілком, «La Bohème» Пуччіні.
2001 рік. Влітку знімаються відео DVD для нового компакт-диску «Cieli di Toscana», в самих прекрасних місцях Тоскани. У них беруть участь жителі навколишніх сіл, друзі, родичі і навіть менеджер Мікеле Торпедін як барабанщик.
25 вересня користуючись нагодою Андреа робить заяву про мир під час шоу мод Массімо Ребекки в Мілані: «Після жахливих атак на Сполучені Штати два тижні тому, нам потрібно внести прекрасне в наше життя».
У жовтні Андреа удостоюється особливої нагороди за понад 40 мільйонів дисків, проданих в усьому світі. Мільйони дисків з альбомом «Cieli di Toscana» розійшлися протягом лише декількох тижнів, і стали альбомом, який найбільше продається у світі, номером один у міжнародних альбомних чартах CNN Worldbeat. Два тижні альбом протримався на третьому місці в офіційних чартах Великої Британії, що було найвищою позицією для іноземних поп-альбомів.
Він також перебував у першій трійці у ряді країн, включаючи Німеччину, Гонконг, Голландію, Ірландію, Норвегію, Португалію та Швецію.
28 жовтня 2001 року на запрошення мера Нью-Йорка Рудольфа Джуліані Андреа виконує «Ave Maria» Шуберта, як представник католицької конфесії, під час концерту на Граунд Зеро, присвяченого пам'яті жертв терористичних атак 11 вересня.
У листопаді він отримав європейський платиновий диск за продаж більш ніж 1 млн копій свого останнього диска «Cieli di Toscana».
2002 рік. 6 березня Андреа отримує два призи Світової Музики в Монте-Карло: найкращий класичний виконавець і найкращий італійський співак.
11 березня в пам'ять про трагедію 11 вересня він дає концерт миру в Базиліці Св. Марка у Венеції.
23 травня він нагороджується за видатний внесок у музику (Classical Brit Award for Outstanding Contribution to Music).
27 травня Андреа співає для Джорджа Буша та президента Італії Сільвіо Берлусконі на віллі Мадама в Римі.
28 травня в Модені він бере участь у річному «Паваротті і друзі Анголи».
У пам'ять про 11 вересня він виконує «Ave Maria» у посольстві США в Римі.
Як і було вже зазначено, Андреа був удостоєний багатьох інших нагород, зокрема премії Лучано Чіррі в Римі за свої досягнення і як представник італійської культури у світі. З цієї ж причини його удостоєно премії Карузо у вересні в Сорренто. У жовтні в Лондоні він отримує національну нагороду за заслуги в галузі музики як найкращий класичний виконавець, а в грудні він удостоєний нагороди в Америці як найкращий виконавець у світі. 14 жовтня він і маестро Лорін Маазеля представляють новий диск «Sentimento» світовій аудиторії.
2003 рік. У березні Андреа вперше з'явився в ролі продюсера, а не співака, на фестивалі пісень у Сан-Ремо, де молодий виконавець Аллунаті і Жаклін Феррі заспівали для його тільки що відкритої студії звукозапису, Clacksong.
З нагоди приватного благодійного концерту для Королівського Національного Інституту з проблем сліпих в Англії, Андреа співає в присутності Британської королівської сім'ї.
22 травня, він нагороджується двічі — за «Sentimento» в Класик Брітс 2003 у Лондонському Королівському Альберт Холі: за класичний альбом, який найбільше продається і альбом року (за оцінками слухачів).
27 травня в числі багатьох інших відомих виконавців зі всього світу, він знову запрошений на «Паваротті та друзі» в Модені та співає серію неаполітанських пісень разом з маестро Паваротті.
(За матеріалами офіційного вебсайту [Архівовано 30 грудня 2019 у Wayback Machine.] Андреа Бочеллі та його офіційного німецького фан-сайту http://www.bocelli.de)[недоступне посилання з червня 2019]
2009 рік. Андреа Бочеллі заспівав у різдвяному концерті "My Christmas" в Театрі Кодак в Лос-Анджелесі, за участю Девіда Фостера, Наталі Коул, Табернакулум хор та інших.
2010 рік. 31 січня Андреа Бочеллі та Мері Дж. Блайдж разом співають хіт Simon & Garfunkel Bridge over Troubled Water. Виручені кошти направлені до Червоного Хреста Гаїті для допомоги постраждалим після землетрусу.
2 березня співак отримує Зірку слави на алеї Зірок в Голлівуді.
18 травня 2010 року Андреа Бочеллі вшановують як Найкращого класичного артиста світу на церемонії нагородження World Music Awards 2010 у Sporting Club Montecarlo.
У серпні Андреа бере участь у месі молодих місіонерів католицької організації Nuovi Horizonti, заохочуючи та підтримуючи їх та співаючи Panis Angelicus та Ave Maria.
На благодійному вечері ЮНЕСКО 2010 у Дюссельдорфі, Німеччина, у жовтні Андреа отримує нагороду «Piramide con Mani»  за допомогу дітям.
У грудні Бочеллі запросили взяти участь у традиційному Різдвяному концерті в Сенаті Італії. Рік завершився концертом у Батумі, Грузія.

### 2010-ті
2011 рік. Андреа починає рік із Notte Illuminata, концерт класичних пісень чотирма мовами, так званий «Lieder» у кращих залах Мюнхена, Гамбурга, а також у Метрополітен Опера.
У вересні Андреа Бочеллі взяв участь у концерті Live at Central Park за участю Девіда Фостера. Аудіторія склала 70 тисяч глядачів.
У грудні в Лос-Анджелесі відбувся великий гала-концерт зі збору коштів за участю багатьох знаменитостей на підтримку багатьох благодійних проектів  Фонду Андреа Бочеллі.
2012 рік. Після концертів в США в лютому  він виконує роль Ромео в опері Гуно «Ромео та Джульєтта».Відбулись концерти в Бахрейні, Вірменії, Польщі , Скандинавії та Лондоні , а в червні Андреа став одним із солістів « Меси слави» Пуччіні у Фано, Італія.
У вересні Пізанський університет присуджує Андреа Кампано д'Оро, нагороду, яку присуджують його найвидатнішим колишнім студентам.
22 вересня 2012 року, у свій день народження, Андреа отримує нагороду «Pellegrino di pace» в Ассізі.
2013 рік  7 мільйонів продажів альбомів у Німеччині – за це надзвичайне досягнення 14 травня 2013 р. Андреа нагороджено Deutsche Grammophon.
Відбувся перший спільний виступ з скрипалем Девідом Ґарретом.
22 жовтня 2013 р. Андреа отримує ступінь магістра в Консерваторії Джакомо Пуччіні в Ла Спеції.
Концертний рік завершився в грудні благодійним концертом  в залі Paolo VI Auditorium у Ватикані  для кардіологічного відділення інтенсивної терапії педіатричної лікарні Bambino Gesù.
2014 рік. Концерти у Мексиці, Флориді та Туреччині, запис опери Пуччіні «Манон Леско» разом з Пласідо Домінго.
У липні в Театрі Сіленціо виконує партію в опері  Cavalleria Rusticana  Масканьї.Виходять диски Манон Леско і Opera - найкраща колекція
2015 рік. 20 січня 2015 року Андреа отримав престижну Кришталеву нагороду Всесвітнього економічного форуму в Давос, Швейцарія
28 травня відбувається концерт в Соборі Святого Сімейства в Барселоні.
3 липня 2015 року Андреа  виступає для Папи  на площі Святого Петра в Римі. Також у липні відбувається благодійний концерт для ЮНІСЕФ у Термах Каракалли.
У вересні Андреа представляє свій  новий CD Cinema  в Dolby Theatre в Голлівуді,  крім того, він бере участь у концерті на честь Лучіано Паваротті в Лос-Анджелесі та ще раз зустрічається з Папою Франциском на Фестивалі сімей у Філадельфії.
У листопаді Андреа бере участь у знаменитому Річард Такер Гала в Нью-Йорку, Фестивалі пам'яті в Королівському Альберт-Холі в Лондоні і на концерті перед майже 80 000 глядачами на користь ЮНІСЕФ на Олд Траффорд у Манчестері, організованому Девідом Бекхемом
2016-2018 роки 4 лютого 2016 р. – Андреа запрошено співати на Національному молитовному сніданку із президентом США Бараком Обамою у Вашингтоні
15 травня 2016 року - Бочеллі заспівав для королеви Єлизавети ІІ на святкуванні її 90-річчя у Віндзорському замку.
29 листопада 2017 року Андреа отримав престижну нагороду Premio Puccini в Торре-дель-Лаго.
1 березня 2018 року Андреа Бочеллі отримує Music Global Award 2018 у категорії «Кращий класичний артист».
25 серпня 2018 року на Всесвітній зустрічі сімей 2018  він співає Ave Maria і Nessun Dorma в присутності папи Франциска.
Восени виходить новий поп-альбом «Si» в запису якого вперше бере участь син Андреа Маттео.
2019 рік У лютому концерт Андреа став частиною  фестивалю Winter at Tantora в долині Аль-Ула в Саудівській Аравії, а потім він  дав кілька концертів у Флориді та в Метрополітен Опера. Все частіше у концертах разом з Андреа бере участь його син Маттео.
У листопаді Андреа Бочеллі співає на Генеральній конференції ЮНЕСКО в Парижі Amazing Grace.

### 2020-ті
2020 рік Рік починається з концертів у Латвії, Литві, Саудівській Аравії та Флориді, але епідемія коронавірусу припиняє концертну діяльність.

#### Епідемія коронавірусу
На Великдень 12 квітня 2020 року під час епідемії коронавірусу співак дав концерт "Музика надії" у порожньому Міланському соборі. Крім Андреа у соборі був присутній тільки органіст Еммануеле Віанеллі. Бочеллі висловив свої сподівання
|  | Я вірю в міць спільної молитви; вірю в християнський Великдень, універсальний символ відродження, якого всі — без огляду на те, віруючі вони чи ні — справді потребують саме зараз. Завдяки музиці, що лунатиме наживо, єднатиме мільйони сплетених рук по всьому світу, ми обіймемо це зранене серце Землі |

Під час Різдва 2020 Бочеллі представляє онлайн концерти в різних місцях, таких як Grotte di Frassasi, Teatro di Parma, Cathedral of Assisi, випускає відео на  пісню Леонарда Коена Hallelujah разом з донькою.
2021 рік. Андреа Бочеллі взяв участь у створенні саундтреку для фільму "Фатіма" про пророцтво Діви Марії пастухам у Фатімі.
У 20-х роках продовжує активно гастролювати, виступаючи по всьому світу, співати дуети та оперні партії. Також випускає відео концертів.
15, 17 та 19 липня 2024 року у Teatro del Silenzio в Тоскані відбулися грандіозні гала-концерти на честь 30-річчя творчості співака. Крім Андреа Бочеллі на сцені виступили Хосе Карерас, Пласідо Домінго, Дзуккеро, Брайан Мей, Тіціано Ферро, Крістіан Нодал, Ед Ширан, Джонні Депп та інші зірки, а також діти співака - Амос, Маттео та Вірджинія.
Канал на Youtube  Андреа Бочеллі станом на січень 2025 року має більше ніж 6,5 млн підписників.

## Погляди, благодійність
У 2011 році  разом з дружиною заснували благодійний фонд для допомоги потребуючим по всьому світу і в Італії, який допомагає дітям на Гаїті, відбудовує школи після землетрусу в Італії, розвиває медичні проекти та ін.
Фонд Андреа Бочеллі, інтенсивно підтримував боротьбу з коронавірусом, надаючи кошти лікарням.
Визнає себе віруючим католиком, попри те, що в юні роки вважав себе агностиком.
|  | Я не вірю в годинник без годинникаря. Не вірю, що можна створити щось без [участі] того, хто це придумав |

|  | Для мене відсутність віри означала б життя в розпачу. Моє життя було б неминучою трагедією, бо життя на землі закінчується смертю. Тому віра — це справді безцінний дар, який я старюся підтримувати і поглиблювати. Вона тримає мене день за днем |

У 2019 році співак зустрів свій день народження у Сан-Джованні-ді Ротондо, монастирі, в якому довгий час жив та проповідував святий о.Піо, про що написав у своєму Інстаграмі.
У листопаді 2020 року Андреа випустив альбом під назвою «Believe» («Вірити»), концепція якого базується на трьох християнських чеснотах - вірі, надії, любові.
У 2021 році під час роботи над фільмом "Фатіма" зазначив:
|  | ...цей фільм близький моєму серцю і містить послання, яке я завжди старався переказати своїм співом. Ми повинні усвідомити, що Матір Божа приходить до нас із допомогою. Вона при нас, об’являється і переказує відомості, які ми повинні взяти собі до серця |

У червні 2022 року поділився у соцмережах фото своєї доньки Вірджинії, яка прийняла Перше Причастя.
16 липня 2023 року заспівав у Лурді, в місці об'явлення Діви Марії, також взяв участь у прощі і провадив молитву на вервиці. Це стало частиною виступів у марійних святинях по всьому світі. Перед виступом Андреа згадав, що був у цьому місці в дитинстві, у віці 8 років разом з матір'ю та бабусею і зазначив свою особливу прихильність до Матері Божої:
|  | Я приїхав сюди подякувати за усі надзвичайні дари, дані мені, а також подякувати Діві Марії, якій я завжди мав особливу посвяту, та зустрітись із усіма віруючими, які захочуть бути присутніми на цій події |

Кожен рік бере участь у Різдвяних концертах в різних містах світу.

## Особисте життя
27 червня 1992 року, граючи в барі просто неба «Боскетто» в Кьянні, Андреа зустрів 17-річну Енріку Ченцатті. Весілля відбулося 27 червня 1992 року, у подружжя народилось двоє синів, Амос і Маттео. На початку 2002 року вони офіційно подали на розлучення.
Після розлучення Андреа зустрів нову любов — Вероніку Берті, яка розділяє багато його інтересів, враховуючи і любов до опери.

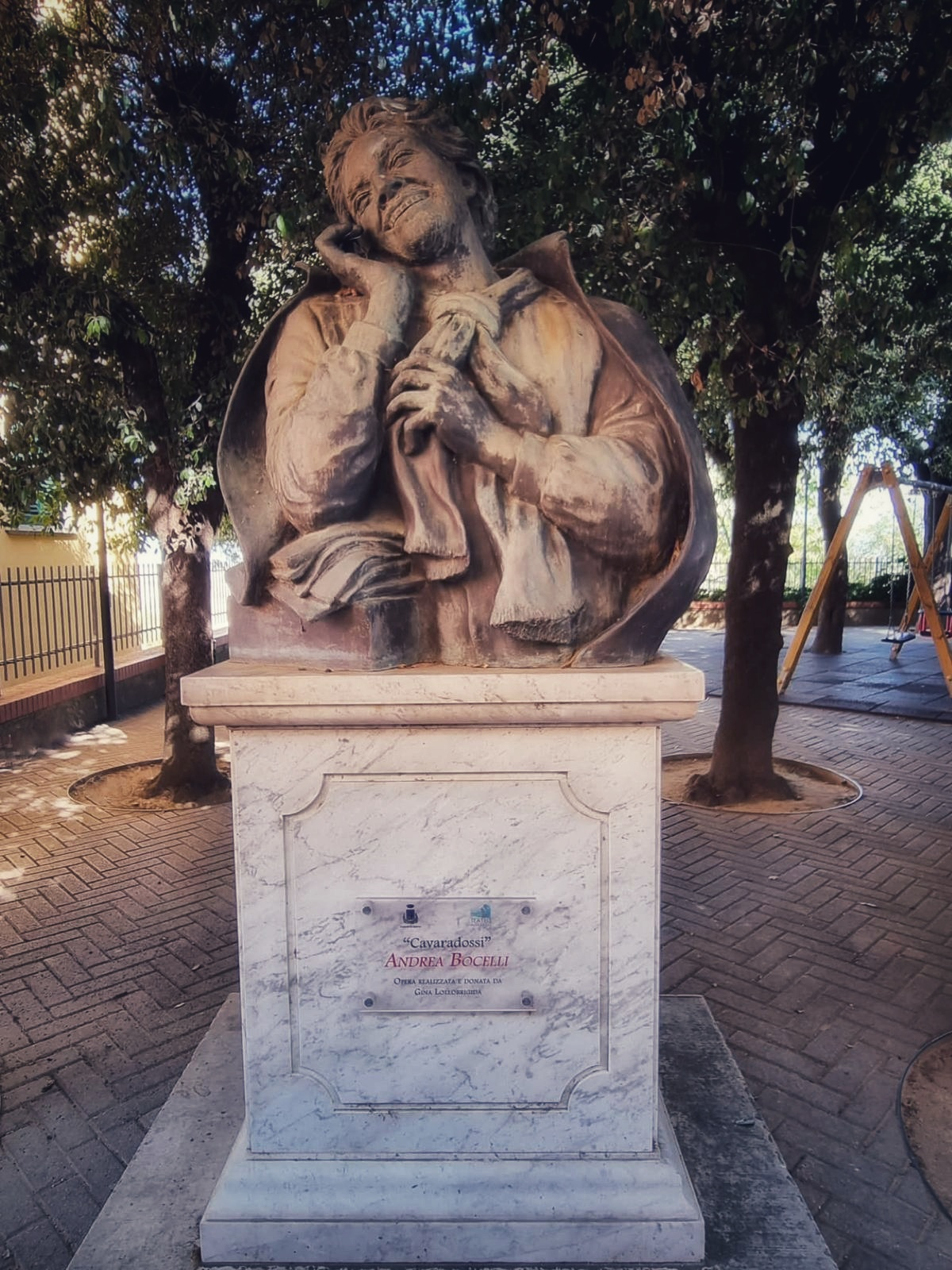
Бюст Андреа Бочеллі

21 березня 2012 році у цьому шлюбі народилася донька Вірджинія.
Співак часто виступає разом зі своїми дітьми - Маттео та Вірджинією.
До Різдва 2022 і 2023 разом з дітьми записав пісню «Happy Xmas (War Is Over)», також у 2022 вийшов різдвяний міні-фільм "Різдво родини Бочеллі" в якому знялися троє дітей співака та його друга дружина Вероніка.

## Україна
Бочеллі виступав у Києві у 2017 році.
У серпні 2021 року співак відвідав Київ разом з дружиною та донькою і взяв участь у святковому концерті на честь Дня Незалежності України. Бочеллі представив программу  "Голос моєї душі" на підтримку створення Центру сучасного мистецтва — музею Івана Марчука. Він заспівав разом з Людмилою Монастирською, Тамарою Калінкіною, Тіною Кароль, а також виконав "Молитву" разом з Джамалою.
Після початку повномасштабного вторгнення росії Андреа Бочеллі підтримав Україну.
У жовтні 2022 року забрав до себе пораненого собаку з Куп'янська.
У вересні 2024 року міністр культури України особисто подякував співаку за підтримку  і запросив відвідати Україну.

## Цікаві факти
У 2015 році коли під час перебування в США,  Андреа дізнався, що на вулицях Нью-Йорка  багато бездомних, він спонтанно дав невеликий вуличний концерт на Таймс-сквер, щоб віддати їм виручені кошти.
У 2017 році за книгою Андреа Бочеллі «Музика тиші»,  було знято однойменний фільм.
Актриса Джина Лоллобриджида створила бюст співака
Пісня The Prayer, яку Андреа Бочеллі виконав разом з Селін Діон, на грудень 2024 року зібрала більше 224 млн переглядів у каналі співака на Youtube
Родина співака володіє сімейною виноробнею "Вина Бочеллі", яка існує майже три століття
Захоплення співака - верхова їзда, а також футбол.

## Дискографія

### Дуети
- 1995: Vivo per lei (з Джорджією)
- 1996: Vivo per lei/Vivo por ella (з Мартою Санчез)
- 1996: Con te partiro/Time to Say Goodbye (з Сарою Брайтман)
- 1997: Vivo per lei/Ich lebe fur sie (з Джуді Увейсс[en])
- 1997: Vivo per lei/Je vis pour elle (з Елен Сегара)
- 1999: The Prayer (з Селін Діон)
- 2001: L'Abitudine (з Хеленою Хелвіг)
- 2006: Somos Novios (It's Impossible) (з Крістіною Агілерою)
- 2006: Because We Believe (з Марко Борсато[en])
- 2006: Ama credi e vai (з Джианою Нанніні)
- 2007: Dare to live (з Лаурою Паузіні)
- 2008: Vive Ya (з Лаурою Паузіні)
- 2009: What Child Is This (з Мері Дж. Блайдж)
- 2010: Bridge over Troubled Water (з Мері Дж. Блайдж)

### Відеодиски DVD
- 1998: A Night in Tuscany
- 2000: Sacred Arias: The Home Video
- 2001: Tuscan Skies (Cieli di Toscana)
- 2006: Credo: John Paul II
- 2006: Under the Desert Sky
- 2008: Vivere Live in Tuscany
- 2008: Incanto The Documentary
- 2009: My Christmas Special

### Опери
- 2000: La Bohème
- 2003: Tosca
- 2004: Il Trovatore
- 2005: Werther
- 2006: Pagliacci
- 2007: Cavalleria Rusticana
- 2008: Carmen
- 2010: Andrea Chénier

## Нагороди
Лауреат конкурсу в Сан-Ремо, володар «Греммі» та номінант «Еммі», шести премій Classic BRIT Awards та семи World Music Awards.

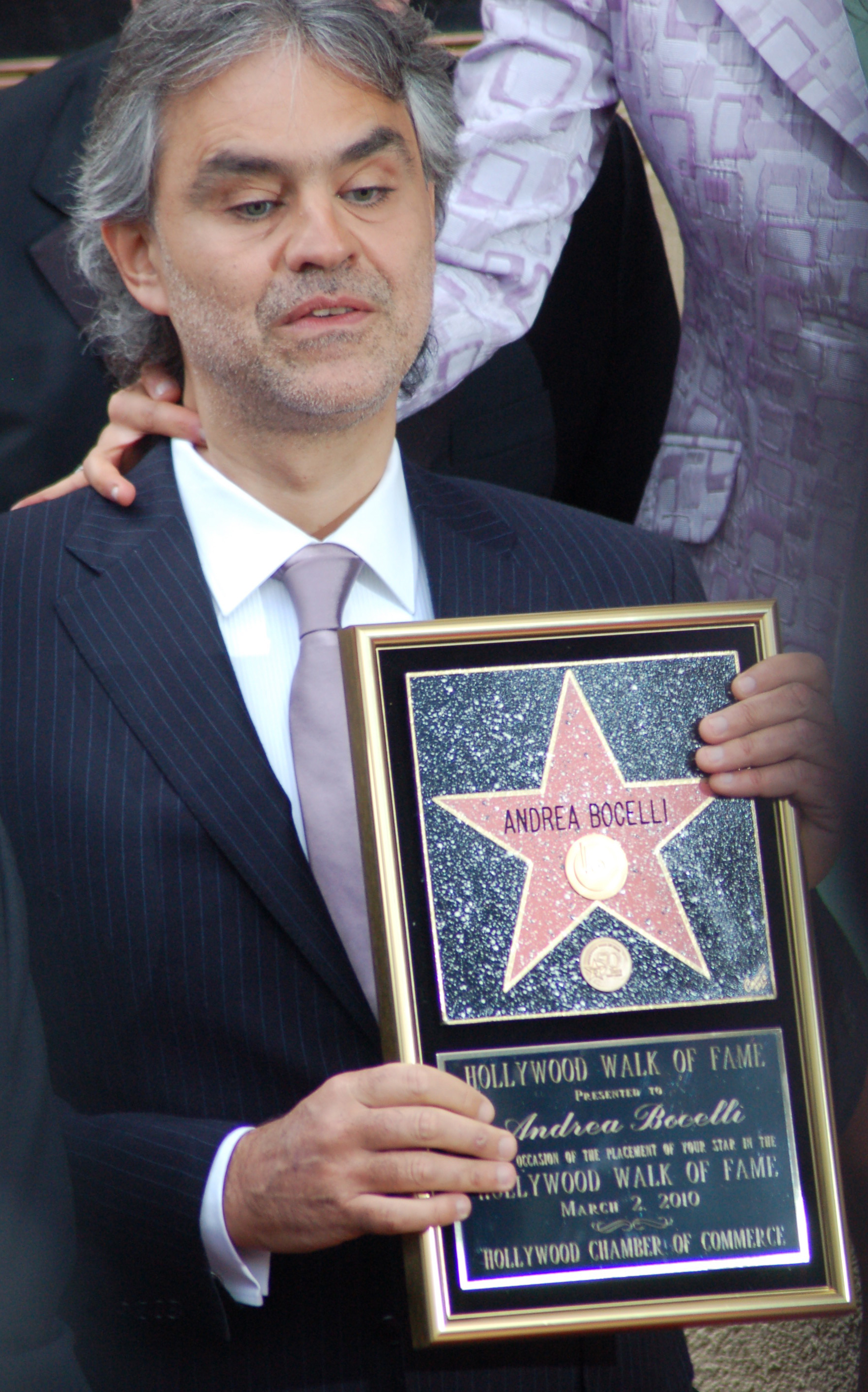
На нагородженні зіркою на Голлівудськії Алеї Слави, (Голлівуд бульвар, 7000) в 2010 році.

- Великий офіцер ордену «За заслуги перед Італійською Республікою» (6 лютого 2006у)[38]
- Великий офіцер ордену «Merit of Duarte, Sanchez and Mella» Президента Домініканської Республіки Леонеля Фернандеса в 2009 році, за вклад в світове мистецтво і культуру[39]
- Нагороджений зіркою на Голлівудськії Алеї Слави за вклад в театральне мистецтво (оперу) (2 березня 2010)[40]